# Jesufrei
Jesufrei é uma povoação portuguesa do Município de Vila Nova de Famalicão que foi sede da extinta Freguesia de Jesufrei, freguesia que tinha 2,85 km² de área e 606 habitantes (2011), e, por isso, uma densidade populacional de 212,6 hab/km².
A Freguesia de Jesufrei foi extinta (agregada) em 2013, no âmbito de uma reforma administrativa nacional, tendo sido agregada às freguesias de Mouquim e Lemenhe, para formar uma nova freguesia denominada União das Freguesias de Lemenhe, Mouquim e Jesufrei com sede em Lemenhe.

## População
| População da freguesia de Jesufrei | População da freguesia de Jesufrei | População da freguesia de Jesufrei | População da freguesia de Jesufrei | População da freguesia de Jesufrei | População da freguesia de Jesufrei | População da freguesia de Jesufrei | População da freguesia de Jesufrei | População da freguesia de Jesufrei | População da freguesia de Jesufrei | População da freguesia de Jesufrei | População da freguesia de Jesufrei | População da freguesia de Jesufrei | População da freguesia de Jesufrei | População da freguesia de Jesufrei |
| ---------------------------------- | ---------------------------------- | ---------------------------------- | ---------------------------------- | ---------------------------------- | ---------------------------------- | ---------------------------------- | ---------------------------------- | ---------------------------------- | ---------------------------------- | ---------------------------------- | ---------------------------------- | ---------------------------------- | ---------------------------------- | ---------------------------------- |
| 1864                               | 1878                               | 1890                               | 1900                               | 1911                               | 1920                               | 1930                               | 1940                               | 1950                               | 1960                               | 1970                               | 1981                               | 1991                               | 2001                               | 2011                               |
| 318                                | 331                                | 349                                | 315                                | 313                                | 342                                | 333                                | 364                                | 465                                | 525                                | 554                                | 631                                | 623                                | 666                                | 606                                |

## Património
- Castro do Monte das Ermidas ou Castelo das Ermidas